# Rue du Président
La rue du Président, anciennement rue de Gerlache, puis rue Président de Gerlache est une rue d'Ixelles et de Bruxelles nommée en l'honneur du baron Étienne de Gerlache, Président du Congrès national de 1831.
La numérotation des habitations va de 1 à 75 pour le côté impair et de 2 à 76 pour le côté pair.